# Worms (série de jeux vidéo)
 (janvier 2022).
Si vous disposez d'ouvrages ou d'articles de référence ou si vous connaissez des sites web de qualité traitant du thème abordé ici, merci de compléter l'article en donnant les références utiles à sa vérifiabilité et en les liant à la section « Notes et références ».
Pour les articles homonymes, voir Worms.
Worms (de l'anglais worm : ver) est une série de jeux vidéo d'artillerie et de tactique développés par Team17. Les joueurs commandent un petit peloton de vers à travers des niveaux de jeu destructibles, affrontant d'autres équipes de vers contrôlés par la machine ou par un autre joueur. Le style des jeux est de type cartoon, plein d'humour et met à disposition un arsenal important d'armes farfelues.
Le premier jeu, dont le concept initial vient de Andy Davidson, a été décrit par la presse comme un jeu à mi-chemin entre les jeux Cannon Fodder et de Lemmings[réf. nécessaire]. Il fait en fait partie d'un genre plus large de jeu au tour par tour caractérisé d'artillerie, où les joueurs se battent les uns contre les autres en se lançant des projectiles ; parmi ses prédécesseurs on peut ainsi citer Scorched Earth ou Gorilla.

## Jeux de la série
La série des Worms est constituée de nombreux jeux que l'on peut classer en fonction de la génération du moteur de jeu utilisé.
| En 2D | En 2D                                                                 | En 2D | En 2D | En 3D |
| Première génération (1994-1997) | Deuxième génération (1998-2005)                                       | Troisième génération (2006-2011) Consoles de salon et portables | Quatrième génération (2012-2016)                                                                                      | Première génération 3D (2003-2011)                                                                             |
| --- | --------------------------------------------------------------------- | --- | --- | --- |
| - Worms (1994) - Worms Reinforcements (1995) - Worms & Reinforcements United (1996) - Compilation - Worms: The Director's Cut (1997) | - Worms 2 (1998) - Worms Armageddon (1999) - Worms World Party (2001) | - Worms: Open Warfare (2006) - Worms: Open Warfare 2 (2007) - Worms HD (2007) - Worms : L'Odyssée Spatiale (2008) - Worms 2: Armageddon (2009) - Worms Reloaded (2010) - Worms Battle Islands (2010) | - Worms: Revolution (2012) - Worms: Clan Wars (2013) - Worms Battlegrounds (2014) - Worms 4 (2015) - Worms WMD (2016) | - Worms 3D (2003) - Worms Forts : État de siège (2004) - Worms 4: Mayhem (2005) - Worms Ultimate Mayhem (2011) |

Un certain nombre de jeux hors série réutilisant le thème de Worms ont également vu le jour, comme Worms Pinball (1999) et Worms Blast (2002). Les jeux de fan Worms Breakout et Worms Breakout 2, réutilisant le principe du jeu d'arcade populaire Breakout ont été mis en ligne sur le site officiel de Worms. Des gratuiciels de fans basés sur le thème de Worms ont également été réalisés comme Liero, Wurmz! ou Gusanos qui utilise le même principe de jeu mais en temps réel plutôt qu'au tour par tour. Des projets libres de clone ont aussi vu le jour comme Wormux.
Des jeux commerciaux ont également emprunté le concept de Worms, par exemple les Cochons de guerre, une variante en 3D développée par Infogrames en 2000, avec des cochons sur plate-forme Windows et des escargots sur plate-forme Pocket PC.
La société Team17 qui détient les droits sur la franchise bien que se concentrant sur la variante en trois dimensions du concept ne laisse pas tomber la version en deux dimensions, comme la création d'un nouveau jeu à destination des plates-formes Nintendo DS et PlayStation Portable nommé Worms: Open Warfare. De plus, Worms HD doit être publié sur Xbox Live Arcade. Avant cela, Worms World Party a été porté sur plusieurs plates-formes portables comme la Game Boy Advance, Pocket PC ou N-Gage.

## Description du jeu
Chaque joueur contrôle une équipe de vers. Le déroulement d'une partie se passe au tour par tour. Chaque joueur prend à son tour l'un de ses vers. Il peut alors utiliser les outils et les armes disponibles pour attaquer et tuer les vers adversaires et ainsi gagner la partie. Les vers peuvent se déplacer sur le terrain en marchant et en sautant, et par d'autres moyens comme le saut à l'élastique, la corde de ninja, le jet-pack ou encore par l'utilisation de parachute. Chaque tour de jeu est limité dans le temps, pour éviter de trop longues réflexions et que les joueurs n'abusent du déplacement.
Plus de cinquante armes et outils peuvent être utilisés, mais une partie est généralement jouée avec un arsenal plus réduit, la configuration de cela est souvent sauvée dans un thème pour pouvoir la réutiliser plus tard. Avec le temps les joueurs ont rassemblé un nombre important de configurations raffinées, notamment par la communauté de joueurs de WormNET, qui se démarque quelquefois du gameplay classique de la dernière équipe en vie gagne. Ces types de configuration sont plus répandus pour la deuxième génération du moteur, du fait de sa capacité importante à la personnalisation.
Des dispositifs classiques présents pendant une partie, il existe entre autres le largage de caisses de renfort, un temps d'attente avant l'utilisation d'armes particulières, la mort subite accélérant la fin de la partie. Il est également possible d'inclure des objets sur le terrain, comme des mines ou des barils explosifs.
La plupart des articles, une fois utilisés, cause la destruction d'une partie du niveau, enlevant des morceaux circulaires. Les niveaux sont des îles flottantes ou des cavernes en voûte au-dessus de l'eau (non disponible dans la version en trois dimensions). Un ver meurt lorsqu'il tombe dans l'eau, qu'il est jeté hors du terrain de jeu, ou quand ses points de vie tombent à zéro.

## Historique

### Première génération 2D (1994-1997)
Le premier jeu a originellement été créé sur Amiga par Andy Davidson pour une compétition de programmation en Blitz Basic organisée par le magazine Amiga Format, une première version du langage avait été dévoilée peu de temps avant. Le jeu à ce stade se nomme Total Wormage, probablement en référence au jeu Total Carnage. Andy Davidson n'a pas gagné la compétition, mais a transmis le jeu à plusieurs éditeurs, sans succès. Il a alors apporté le jeu à l'European Computer Trade Show où Team17 avait un stand. Sur place, Team17 a négocié une offre pour développer et éditer le jeu.
Plus tard il s'est transformé en un vrai jeu commercial pour les plates-formes Amiga sous le nom Worms. Le jeu étant devenu extrêmement populaire, il a été porté sur d'autres plates-formes :Windows et Mac OS, Dreamcast, Nintendo 64, Game Boy, Game Boy Color, Game Boy Advance, GameCube, N-Gage, Super Nintendo, Megadrive, PlayStation, PlayStation 2, Saturn, Jaguar, Pocket PC et Xbox.
Pendant le développement de Worms 2, Andy Davidson écrit Worms: The Director's Cut, une édition spéciale exclusivement pour Amiga AGA. Cette version améliorée du jeu original, comporte notamment des armes supplémentaires. Elle ne s'est vendue qu’à 5 000 exemplaires, et c'est la dernière version à être publiée pour la plate-forme Amiga ainsi que le dernier jeu développé par Team17 pour ce support.
Les deux versions pour Amiga et Amiga CD32 ainsi que la version The Director's Cut sont laissées en libre utilisation par Team17, on les retrouve ainsi sur le site de Dream17 en téléchargement.

### Deuxième génération 2D (1998-2001)
Pour la deuxième génération, le moteur est complètement revisité et met à profit la bibliothèque graphique DirectX de Microsoft, mettant de côté les ambiances sombres de la première génération pour adopter un aspect plus proche du cartoon. Worms 2 est le plus personnalisable des jeux de la série des Worms avec un ensemble important de paramétrages disponibles, qui par ailleurs rendent certaines interfaces utilisateur complexes et considérées comme primitives et maladroites[réf. nécessaire]. Worms 2 introduit également la possibilité de jouer sur Internet.
Worms Armageddon était initialement prévu pour être une extension au premier Worms 2, mais a finalement été publié comme un jeu indépendant. Worms Armageddon introduit une campagne « un joueur », un mode « match à mort », quelques nouveaux graphismes et sons, de nouvelles armes et options. Une grande partie de la personnalisation a été retirée pour rendre les interfaces moins lourdes[réf. nécessaire].
Worms Armageddon a aussi introduit un service de jeu sur l'Internet plus organisé, connu sous le nom de « WormNET » et nécessitant un enregistrement. Il met en place des ligues et un classement. Des problèmes de fraudes ont conduit au retrait des ligues, mais leur réintroduction est projetée avec une série de mises à jour qui ont conduit à un jeu plus personnalisable.

### Troisième génération 2D (2006-2011)
Worms: Open Warfare, pour la plate-forme Nintendo DS et la PlayStation Portable, a été spécialement conçu pour les plates-formes portables. C'est le jeu le plus récent, qui a été publié en mars 2006. Le jeu est considéré comme le remake du premier jeu[réf. nécessaire], y ajoutant des graphismes de meilleure qualité, mais avec un arsenal identique.
À la suite du succès de Worms: Open Warfare, une suite est prévue toujours en 2D où les vers seront personnalisables. Cette nouvelle version devrait sortir en août 2007 sur la PlayStation Portable et la Nintendo DS.
Worms HD est disponible sur Xbox Live Arcade ainsi que sur Playstation store pour la PS3.
Worms revient sur PC en 2D et en HD avec Worms Reloaded, disponible via la plate-forme steam le 26 août 2010, ce nouvel opus apporte entre autres 14 nouvelles armes.
Worms Battle Islands est le retour de la série sur Nintendo Wii et PlayStation Portable. Le jeu est disponible depuis novembre 2010.
Worms Special Edition, une nouvelle version pour Mac, est disponible depuis 2011 sur le Mac App Store.

### Première génération 3D (2003-2011)
En 2003 sort Worms 3D. C'est le premier jeu de la série à placer les personnages dans un univers en trois dimensions. Il introduit un moteur nommé « poxel », hybride entre polygone et voxel (l'analogie 3D du pixel), permettant la destruction des terrains comme le fait le jeu en 2D.
Le deuxième jeu de la série est Worms Forts : État de siège pour PlayStation 2, Xbox et Windows. Il est sorti en 2004 et s'écarte de manière importante du gameplay traditionnel de la série. Les vers des joueurs peuvent construire des forts, et l'objectif du jeu n'est plus seulement de mettre hors jeu les vers ennemis, mais aussi de détruire leur château. Du fait de ce changement de stratégie, on peut voir ce jeu comme un hors série, toutefois certains aspects ont été conservés pour Worms 4: Mayhem.
Worms 4: Mayhem a été publié en 2005, c'est une amélioration du moteur original de Worms 3D, comportant une destruction plus réaliste des niveaux, une amélioration des graphismes, ce qui rend le jeu plus lisse que la deuxième génération de jeu[réf. nécessaire]. Le gameplay est plus proche de Worms 3D, mais de nouveaux modes de jeu et de nouvelles armes ont été introduits, l'interface graphique a été améliorée et simplifiée[réf. nécessaire]. Il est également possible de personnaliser l'habillage des équipes et de créer de nouvelles armes.
Ce nouvel opus est sujet à une faille permettant de modifier certains paramètres de jeu et créer ainsi des armes nouvelles par l'intermédiaire des fichiers tweak : cela s'appelle du Tweaking. Il consiste à modifier les fichiers XML du jeu pour modifier les armes, les utilitaires, le terrain, les effets...

## Armes et outils
La série des Worms inclut de nombreuses armes et utilitaires, qui peuvent être sérieux (comme le bazooka ou le Fusil à pompe) ou délirants (comme le super mouton ou la bombe-banane).

### Utilitaires
- Le Jet-Pack est un réacteur dorsal permettant aux vers de se déplacer dans les airs pour une distance limitée et de lâcher tout objet sur les ennemis.
- La faible pesanteur fait baisser considérablement la pesanteur, ce qui permet aux vers de faire des sauts bien plus hauts et de se blesser beaucoup moins lors d'une chute. Les armes de corps à corps permettent également de projeter l'adversaire avec une plus grande facilité.
- La marche rapide est utile pour accélérer la vitesse d'avancement des vers, lorsque celui-ci doit traverser la carte pour attaquer.
- La visée laser permet d'estimer très précisément la trajectoire projectile des projectiles des armes à feu comme le fusil avant de valider l'envoi.
- La corde Ninja (ninja-rope), très utile pour se déplacer d'un endroit à un autre par les airs, surtout en terrain escarpé. Elle est par contre moins mobile que le Jet-Pack et doit donc être bien maîtrisée. Elle permet malgré tout de lâcher des objets en route ou de les ramener vers soi (worms 4 Mayhem).
- Le Téléporteur est un outil qui consomme un tour et qui transporte le ver n'importe où sur le terrain.
- Le générateur de bulles est une machine qui pendant trois tours, va empêcher les projectiles d'atteindre le ver, s'il est à l'intérieur de la bulle.
- La tourelle défensive est une arme automatique qui vise les vers ennemis lorsqu'ils bougent.
- L'Electroaimant peut être activé par une seconde chance et sert à renvoyer les tirs métalliques et les bombes.
- Seconde chance est le nom d'un petit nuage qui donne 25 points de vie à votre ver ou le ranime si vous atteignez sa tombe...
- L'Energie se présente sous la forme d'une boisson qui redonne la totalité des points de vie à votre ver et qui lui donne, pour un tour, les effets de la marche rapide et de la faible pesanteur.
- Le parachute,permet de sauter de haut.Pratique quand votre adversaire est dans un point bas du plateau.

### Armes à projectiles
Les projectiles de ces armes peuvent rebondir à la surface de l'eau s'ils possèdent une vitesse suffisante et un angle d'attaque proche de l'horizontale.
- Le bazooka, l'arme de base de tout ver qui se respecte. Le vent l'affectant, son maniement est bien plus subtil qu'il n'y paraît de prime abord.
- Le missile à tête chercheuse, une évolution du bazooka qui permet de toucher plus facilement son ennemi (également aquatique).
- Le mortier envoie un explosif à fragmentation, qui se séparera lors d'une collision.
- Le pigeon voyageur est un pigeon bourré d'explosifs, capable de s'orienter vers une cible désignée et d'éviter, dans la mesure du possible, les obstacles du terrain.
- Le lance-mouton permet d'envoyer un mouton planant sur une trajectoire parabolique.

### Armes à main
- La grenade, tout à fait ordinaire, très importante car très polyvalente.
- La grenade à fragmentation, tout à fait ordinaire. Plus adaptée au groupe de vers que la simple grenade.
- La bombe banane, une banane modifiée pour exploser en une multitude de bananes explosives, telle la bombe à fragmentation. Une des armes les plus destructrices du jeu. D'autant plus efficace qu'elle peut ravager une large zone de jeu si elle est envoyée très en l'air. À utiliser avec beaucoup de précautions.
- La hache de guerre, une hache, qui divise par deux la vie de la cible.
- La batte de baseball, pour frapper un Home-Run en utilisant un ver adverse
- Le tremblement de terre agite le terrain et les vers s'y trouvant, faisant se noyer ceux qui sont près de l'eau.

### Les armes à feu
- Le fusil, un fusil de chasse à deux coups, pour le grand malheur de vos ennemis. Très puissant car il est très simple de retirer 25 points de vie à chaque coup.
- Le pistolet, conventionnel. Peu puissant, mais tire six coups, assez pratique pour pousser un ver dans l'eau.
- L'uzi, tout à fait conventionnel. Particulièrement efficace pour envoyer valser au loin les adversaires.
- Le minicanon, une arme lourde, très efficace pour mitrailler les adversaires ! Plus le feu est nourri, plus les balles font du dégâts (plus d'une cinquantaine de points de dégâts sont facilement atteignables avec cette arme si le feu est concentré sur un ver !).
- L'arc, le terrible arc Sioux, dont la flèche restera soit dans le terrain, soit dans le ver ennemi ! Comme toute arme de tir qui se respecte, elle fera également valser l'ennemi.
- L'Arc empoisonné a pour but de se planter dans le décor et de disperser un flot de gaz toxique.

### Les attaques mains-nues
- Le coup de poing de feu, un direct du droit très efficace pour les ennemis trop proches. À noter qu'on peut le coupler avec des sauts périlleux.
- L'attaque Dragon Ball, le Kaméhaméha.
- Le kamikaze, sacrifiez un ver pour créer une large explosion.
- La grenade lacrymogène, une explosion empoisonnée des plus mesquines.
- La pichenette, pousse un peu vos ennemis qui auraient le malheur de se trouver trop proche de l'eau ! Très humiliant pour l'adversaire car elle montre le plus souvent une négligence du joueur ou alors un mauvais concours de circonstance. Cette arme n'inflige aucun dégât en soi.

### Les armes à poser
- La dynamite, un bâton de TNT, très efficace, qui explose après 5 secondes.
- La mine, une mine anti-ver, très efficace pour protéger ses arrières.
- Le mouton, bourré d'explosifs, qui marche tout droit et en faisant des bonds et qui explose au bout d'un certain temps, si le joueur n'en donne pas l'ordre.
- Le super-mouton, bourré d'explosifs et doté d'une cape permettant de voler dans les airs. Il peut être dirigé en vol. Certainement l'arme la plus mobile du jeu. Il constitue un amusement en soi.
- Le super-mouton aquatique, doté d'un super-masque et d'un super-tuba, il peut passer par les flots pour accéder à ses ennemis. Sa cape est bleue et pas rouge comme son cousin hydrophobe.
- La taupe, bourrée d'explosifs, elle creuse un tunnel selon une trajectoire parabolique et explose au contact d'un obstacle imprévu
- la léchouille de vers,cinq petites boules explosive, une arme pratique pour un petit groupe de vers !

### Les bombardements
- L'attaque aérienne, un raid aérien conventionnel.
- L'attaque au napalm, un largage de napalm enflammé, très dangereux pour les vers et le terrain. La nappe de napalm est très influencée par le vent.
- L'attaque postale, les facteurs reviennent avec des colis piégés. Ils sont influencés par le vent.
- Le largage de mines, quelques mines peuvent toujours être utiles pour interdire l'accès à une zone, surtout quand elles sont livrées au consommateur par paquet de cinq.
- Le largage de taupes, des taupes explosives qui vont creuser le sol pour accéder à une éventuelle cible.

### Les outils de terrassement
- Le chalumeau, un outil de terrassement très efficace pour creuser des tunnels comme pour blesser les vers ennemis (a disparu dans les opus en 3D).
- La foreuse, un outil de terrassement très pratique pour creuser des cheminées et atterrir sur vos ennemis (a disparu dans les opus en 3D).
- La poutre, une poutrelle métallique pour vous protéger d'attaques aériennes ou pour vous permettre d'atteindre une région élevée de la carte.
- Le set de poutres, pour tous les ingénieurs qui veulent faire un building ou un bunker renforcé.

### Objets spéciaux
- La super bombe banane, une bombe banane améliorée qui va exploser en plus de fragments et ce, en 2 fois, pour un meilleur contrôle des explosions.
- La sainte grenade, la grenade la plus puissante du jeu. Elle trouve son inspiration dans le film Monty Python : Sacré Graal !.
- Le lance-flammes.
- L'armée du Salut. Ce jouet au tambourin va après quelques secondes exploser en larguant ses tambourins mortels.
- La bombe MB, représentation graphique de Martyn "Spadge" Brown (un des fondateurs de Worms), très légère et mortelle (affectée par le vent).
- Le cocktail Molotov, une bouteille remplie d'essence. À la première collision, la bouteille se brise et inonde l'ennemi d'une nappe enflammée.
- Le putois, dont les effluves peuvent rendre les vers malades.
- Le précieux vase Ming, puissant explosif à fragmentation.
- Le bombardement de moutons, les moutons explosifs font du saut en parachute, au plus grand dam de vos adversaires.
- Le bombardement de tapis redoutable car il ricoche plusieurs fois.
- Le lâcher de gros, où un personnage obèse rebondit plusieurs fois sur le terrain aléatoirement.
- Le blitz bovin, un troupeau de vache de taille choisie qui va courir vers l'ennemi pour lui exploser au visage.
- La vieille dame est une pauvre personne âgée avançant en marchant, avec son panier. Elle explose après 5 secondes en une explosion plus puissante que celle du mouton, elle est cependant moins facile à diriger.
- L'âne de béton (ou âne de ciment), un pauvre âne tombant du ciel, perforant et compressant tout dans sa chute fatale qui va le mener à l'eau.
- L'essai nucléaire indien, une ogive nucléaire déclenchant une montée brutale des eaux et rendant les vers malades.
- Armageddon, la fin du monde précipitée... tout comme les météorites qui vont arriver du ciel...
- La balance de la justice redonne à l'équipe du joueur le même niveau de vie que l'équipe adverse.
- La corde à sauter permet d'occuper un ver qui n'aurait rien à faire de son tour.
- La capitulation, un petit drapeau blanc qui signifie votre abandon.
- Le choix de ver est toujours pratique pour pouvoir choisir le ver qui va jouer le tour.
- Le bloc de glace entoure un ver et le protège de toute attaque... sauf un glissement fatal.
- Balle magique de Patsy, plus intelligente qu'un pigeon, plus mortelle qu'un mouton, c'est un missile à tête chercheuse ultra-intelligent.

### Le lâcher de corde
Le lâcher de corde est une pratique incontournable qui consiste à appuyer sur espace lorsque le ver est suspendu à sa corde ninja, le faisant ainsi voler dans les airs en effectuant des loopings, avant de ré-appuyer sur espace afin de redéployer une corde ninja, ce au dernier moment. Les lâchers de cordes peuvent être répétés à l'infini afin d'atteindre en un minimum de temps l'autre bout de la carte.